# 姚氏高原鰍
姚氏高原鰍（學名：Triplophysa yaopeizhii）為輻鰭魚綱鯉形目條鰍科高原鰍屬的其中一種。分布於亞洲中國西藏自治區淡水流域，棲息在底層水域，生活習性不明。

## 扩展阅读
維基物種上的相關：姚氏高原鰍